# La Tène

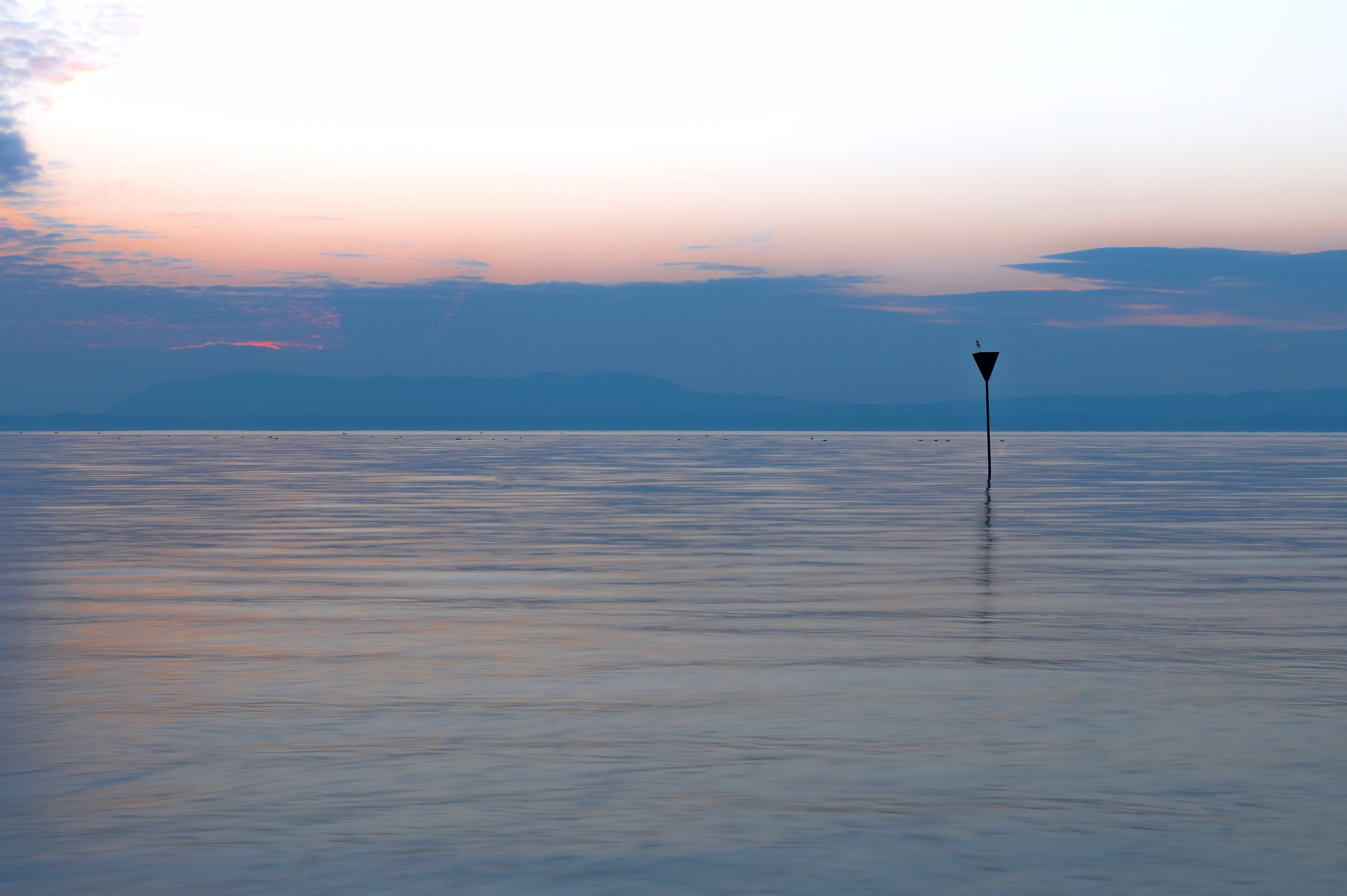
Hladina Neuchâtelského jezera, v pozadí obrysy masivu Mont Vully s keltským oppidem

La Tène je eponymní lokalita na katastru obce Marin-Epagnier (součást politické obce La Tène) na břehu Neuchâtelského jezera (Švýcarsko), podle níž bylo období největšího rozmachu keltského osídlení Evropy se svéráznou hmotnou kulturou nazváno dobou laténskou (cca 500 př. n. l. – přelom letopočtu).

## Historie výzkumu

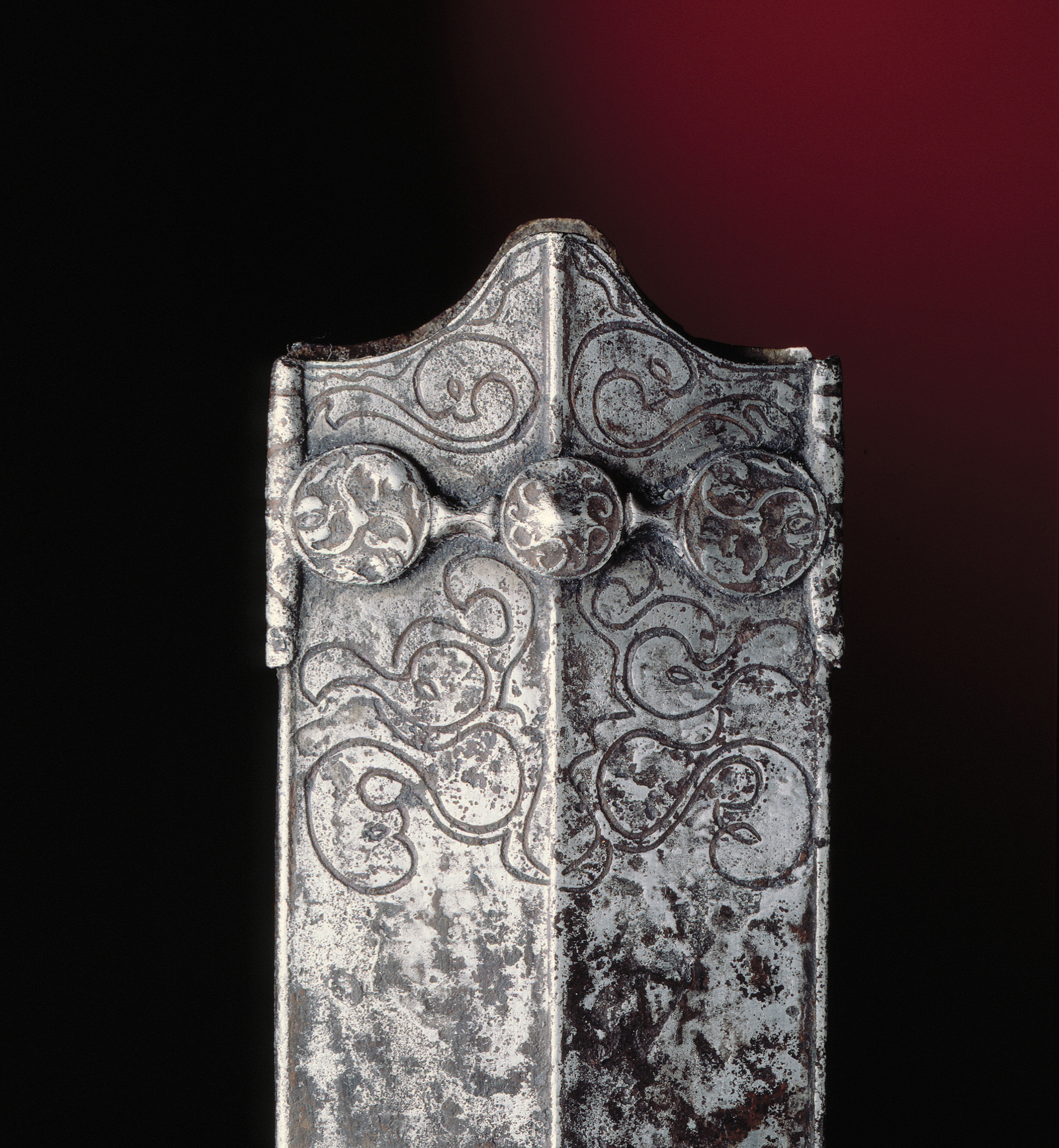
Horní část pochvy meče s rytou výzdobou stylizovaných draků, nalezená při výzkumu na lokalitě La Tène

První nálezy (železné meče, nářadí, spony aj.) odtud byly získány kolem poloviny 19. století při bagrování dna jezera. Při poklesu vody v kruté zimě 1853/1854, kdy bylo dno obnaženo, věnoval švýcarský badatel Ferdinand Keller zvýšenou pozornost této situaci a nálezům (vedle velkého množství různých předmětů i zbytky několika můstků), o nichž podal první zprávu v roce 1858 a později pak další; do konce století pak vyšly ještě dvě publikace věnované La Tène (Émile Vouga 1885, V. Gross 1886), systematický výzkum nicméně byl proveden teprve v letech 1907–1917 a publikován v roce 1923 (Paul Vouga).
Naleziště vydalo na 2500 různých předmětů, z nichž zhruba třetinu tvoří zbraně (železné meče, kopí, štíty) především z mladší doby laténské, dále šperky, nářadí, nástroje, součásti vozů a koňských postrojů aj., vedle toho i zvířecí a lidské kosti.

## Interpretace naleziště
Lokalita byla různě interpretována – např. jako celnice, obětní místo, vojenské stanoviště atd. a její zánik byl spojován s odchodem Helvetiů, kteří sídlili na území dnešního Švýcarska (země je dodnes nazývána Helvetia, název se objevuje např. na poštovních známkách), do Galie v roce 58 př. n. l. Nejnovější interpretace vychází z výsledků výzkumu analogických lokalit rovněž na březích Neuchâtelského jezera (Corneaux, Port, Thielle), kde byly zjištěny zbytky dřevěných mostů a nalezeno opět větší množství různých předmětů v obdobném složení jako v La Tène. Nálezová situace vede k názoru, že předměty byly zavěšovány na konstrukci mostu (mostů) jako oběti vodnímu božstvu; most původně překlenoval říčku spojující dříve Neuchâtelské jezero s nedalekým jezerem Lac de Morat (Murtensee). Velmi důležitá je skutečnost, že díky uložení ve vodním prostředí se dochovala řada předmětů či jejich částí z organických materiálů, tedy ve své původní celistvé podobě (dřevěné štíty, dřevěná ratiště kopí, dřevěné rukojeti mečů aj.), kterou je zase možno konfrontovat s ikonografickými prameny. Některé z dochovaných dřevěných předmětů bylo možno použít pro dendrochronologické datování (např. kůly z mostu pocházejí z let 254–251 př. n. l., štít s pásovou puklicí, datovanou v rámci Reineckovy periodizace do stupně LT C1, poskytl absolutní datum 229 př. n. l., dřevěné kolo vozu bylo vyrobeno ze dřeva stromu poraženého v roce 38 př. n. l.).

## Význam

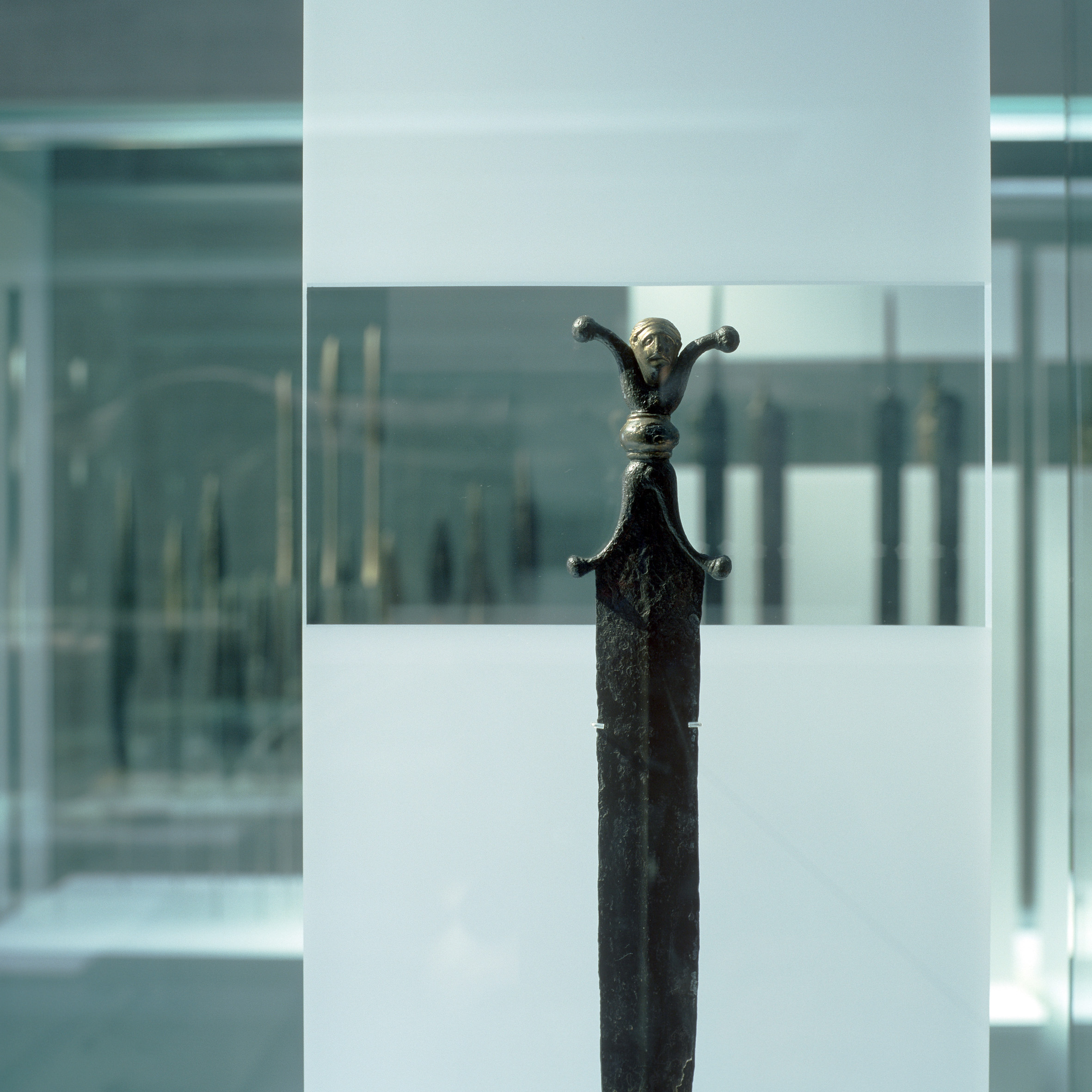
Krátký mečík, nalezený při výzkumu můstku přes říčku Thielle v blízkosti lokality La Tène, vystavený v muzeu Laténium

Nálezy z lokality La Tène se svým jednotným charakterem výrazně odlišovaly od tehdy již dobře známých nálezů z Hallstattu a na základě rostoucího počtu obdobných nálezů z jiných míst vyvodil roku 1872 švédský archeolog Hans Hildebrandt důležitý závěr: předřímskou dobu železnou rozdělil na období starší (do roku 500 př. n. l.), pro které použil označení doba halštatská, a mladší (500 př. n. l. – přelom letopočtu), které nazval podle naleziště v La Tène dobou laténskou.
Objev lokality, její výzkum a následné vyhodnocení znamenal obrovský posun ve vývoji prehistorické vědy, její pravý význam však vyniká po zasazení do kontextu bohaté a složité struktury keltského osídlení v této oblasti, tvořené vedle samotného La Tène např. i výše zmíněnými lokalitami v Corneaux, Portu a na říčce Thielle, nedalekým oppidem Mont Vully a řadou sídlišť a obchodních center v okolí jezera, vypovídajících o regionu jako o významném centru řemesel a obchodu v daném období.

## Současnost
V současnosti je na místě vybudován kemp s pláží a restaurací; archeologické naleziště připomínají jen skromné tři panely u pláže. Nálezy z lokality jsou uloženy a vystaveny v Laténiu, nedaleko na břehu jezera situovaném muzeu věnovaném pravěké a středověké historii okolí Neuchâtelského jezera.